# Веревка, Оксана Александровна
Оксана Александровна Веревка (род. 22 ноября 1977 года) — российская пловчиха, Заслуженный мастер спорта России, финалистка Олимпийских игр,  чемпионка Европы, многократный призёр чемпионатов мира, Европы.

## Биография
Оксана Веревка родилась в Сургуте и с детства проявляла интерес к спорту. Сначала пробовала себя в художественной гимнастике и танцах, но из-за высокого роста рано перешла в плавание. Свою первую победу она одержала в 1986 году, а в 1991-м уже завоевала первую медаль чемпионата России. Со временем переквалифицировалась в комплексное плавание и стала пятнадцатикратной чемпионкой страны, многократной рекордсменкой России, призёром Игр Доброй воли, победителем этапов Кубка мира, чемпионкой Европы и призёром чемпионатов мира.
Оксана проявляла не только спортивный талант, но и исключительное трудолюбие: на сборах она проплывала до 24 километров в день. В 2000 году участвовала в Олимпийских играх в Сиднее, где показала достойные результаты, несмотря на сложности с подготовкой и отсутствие личного тренера. В 2001 году она вновь подтвердила высокий уровень, завоевав медали на Кубке мира и чемпионате Европы.
В 2004 году, в олимпийских Афинах, Оксана квалифицировалась в полуфинал на дистанции 200 метров комплексным плаванием, показав 13-е время - 2.16,63, но в финал не прошла.
В 2005 году ушла из большого спорта и начала карьеру тренера по плаванию, уже в 2006 году была назначена директором Центра олимпийской подготовки по плаванию в ШВСМ. 
С 2007 года возглавляет Федерацию плавания и водного поло Югры.

## Награды и достижения
- Заслуженный мастер спорта;
- Отличник ФКиС России;
- Чемпионка Европы 1997 года;
- Двукратный бронзовый призер 1999 года; 2002 года;
- Серебряный призер Чемпионата Европы 2000 года;
- Бронзовый призер Чемпионата Европы 2001 года;
- Финалистка Олимпийских Игр 2000 года (Сидней);
- Участница Олимпийских Игр 2004 года (Афины);
- Серебряный и бронзовый призер Игр Доброй Воли 1998 года
- Четырехкратный бронзовый призер этапов Кубка мира
- Тринадцатикратная Чемпионка России
- Двукратная победительница Кубка России[1]
- Четырехкратная рекордсменка России[1]
- Заслуженный деятель физической культуры и спорта Ханты-Мансийского автономного округа-Югры;[1]
- Президент федерации плавания и водного поло Югры;
- Кандидат педагогических наук;[1]